# Мирјана Марић (модна креаторка)
Мирјана Марић (Кравље, 22. мај 1938 — Београд, 25. јул 2021) била је модна креаторка, једна од најзначајнијих личности југословенске (и српске) моде друге половине 20. века.

## Биографија
Рођена је 22. маја 1938. године у Крављу, насељу у нишкој општини Црвени Крст. Од 1948. године са породицом живи у Београду. Дипломирала је 1960. године на Академији за примењену уметност, одсек текстила, а затим је и магистрирала текстил и савремени костим на Уметничкој школи у Манчестеру. Од 1962. до 1964. године радила је у штампарији Текстил колор у Бабушници, а од 1964. као професор у Школи за индустријско обликовање (данас Школа за дизајн у Београду).
Године 1970. добила је статус слободног уметника и запослила се у Југоекспорту, убедивши руководство фирме да мора да покрене производњу.. Неколико година касније почела је да ради у радионици за високу моду. Њени модели се данас могу пронаћи у продавницама Атекса.
Радећи у Југоекспорту, сарађивала је са многим југословенским модним кућама као што су Рудник и Мода.
Посебно признање за креаторски рад добила је 1975. и 1976. године када ју је Пјер Карден позвао у Француску, организујући модне ревије са њеним моделима. Марићева је до сада преко седамдесет модних ревија широм света. 
Њене моделе су носили Јованка Броз, данска принцеза, белгијски краљевски пар... Њен бренд Три М и модели од коже добили су бројна домаћа и светска признања.
Последњу модну ревију одржала је 1992. године.
Августа 2014. године, у Етнографском музеју у Београду, на изложби „Мирјана Марић: мода и дизајн“, ауторке Мирјане Менковић, приказана је колекција вечерњих хаљина које је Мирјана Марић поклонила Етнографском музеју.

## Цитати
- "Мода је стање душе онога ко је креира, али и онога ко је бира и носи".[10]
- "Модним креатором се, заправо, не постаје него се човек рађа са том склоношћу или без ње. Ја сам, чини ми се, имала нешто талента, нешто склоности и била сам спремна да и десетак сати дневно проведем уз своје крпице". (ТВ Новости, 1975)[11]
- "Имам енергије, можда више енергије него талента. Кад боље размислим, енергија, а не таленат, помогла ми је да опстанем". (Свијет, 1986)[11]
- "Оно што примећујем је да су девојке и жене сада много лепше него раније. Такође, различите су, без обзира на глобализацију. Људи се облаче у бојама. Када изађем у град ја видим много боја и то ми се допада јер је манифестација нашег унутрашњег оптимизма. Раније се углавном носила боја која је те сезоне била модерна, ретко нека друга".[7]
- "Данас се доста носи џинс и то је у реду ако вам пристаје. Квалитетна бела кошуља, добре џинс панталоне и у томе можете и у позориште".[7]
- "Покушала сам да из сваког материјала извучем максимум његових особина и могућности. Хтела сам да покажем да се вечерње хаљине не морају правити само од луксузних тканина као што су чипка, ламе, брокат и слично, већ и од најобичнијих материјала, којима начин обраде даје свечани карактер". (Политика, 1972)[12]
- "Укус потрошача највише зависи од оних који их одевају". (Политика, 3. 10. 1976)[13]